# Livscyklus
En livscyklus er den periode, der dækker én generation af en organisme indbefattet dens reproduktion, hvad enten det sker ukønnet eller kønnet. Med hensyn til kromosomtal er der 3 typer af livscykler:
- haplontisk
- diplontisk
- diplobiontisk (også kaldet diplohaplontisk, haplodiplontisk eller dibiontisk livscyklus)

Disse tre typer omfatter alle en haploid fase, og en spiring. For at der kan foregå en tilbagevenden til en haploid fase, må der ske en meiose (se Celledeling). Livscyklerne er forskellige, både med hensyn til resultatet af meiosen, og med hensyn til, om der også foregår en mitose (vækst). Zygotisk og gametisk meiose har begge én mitotisk overgang: under n-fasen (i den zygotiske meiose) eller under 2n-fasen (i den gametiske meiose). Derfor kaldes zygotisk og gametisk meiose under et for haplobiontisk (én mitose pr. fase). Sporemeiosen har derimod to mitoser pr. fase (diplobiontisk).

## Haplontisk livscyklus
En zygotisk meiose er en meiose, der foregår hos en zygote umiddelbart efter karyogamien, som er sammensmeltningen af to cellekerner. På den måde afslutter organismen sin diploide fase og danner adskillige haploide celler. Disse celler deler sig mitotisk, hvorved der opstår enten større, flercellede individer eller flere haploide celler. To modsatte typer af gameter (f.eks. hanlig og hunlig) fra disse individer eller celler smelter sammen og bliver en zygote.
I hele denne cyklus er zygoten den eneste diploide celle, og mitose forekommer kun i den haploide fase.
Individer eller celler, der er skabt ved mitose, kaldes haplonter, og derfor kaldes denne form for livscyklus haplontisk livscyklus. Haplonter findes hos:
- De fleste svampe
- Visse grønalger
- Mange protozoer

## Diplontisk livscyklus
I den gametiske meiose deler zygoten sig mitotisk og danner et flercellet individ eller en gruppe af diploide celler i stedet for at dele sig meiotisk og skabe haploide celler. Celler fra de diploide individer deler sig derefter meiotisk, så der opstår haploide celler eller gameter. Haploide celler kan dele sig, så der dannes flere haploide celler, som det sker hos mange gærtyper, men den haploide fase er ikke den fremherskende fase i livscyklus'en. Hos de fleste diplonter forekommer mitose kun i den diploide fase, og det betyder, at gameterne for det meste dannes hurtigt, hvorefter de forenes, så der opstår diploide zytgoter.
I hele denne livscyklus er gameterne oftest de eneste haploide celler, og mitose finder mest sted i den diploide fase.
Det diploide, flercellede individ er en diplont, og derfor kaldes en gametisk meiose også for en diplontisk livscyklus. Diplonter findes hos:
- Dyr
- Visse brunalger
- Visse svampe, f.eks. bagegær

## Haplodiplontisk livscyklus
Under spore meiosen deler zygote sig mitotisk og skaber en flercellet, diploid "sporofyt". Sporofytten skaber sporer i to trin, først via meiose opfulgt af mitotiske delinger, sådan at der dannes individer, som kaldes "gametofytter". Gametofyttene danner dernæst gameter via mitose. Hos mange planter er gametifytten ikke bare lille, men også kortlivet.
I hele denne cyklus er gameterne oftest de eneste haploide celler, og mitose forekommer kun i den diploide fase.
Haplodiplonter findes hos:
- De fleste planter
- Visse svampe

## Livshistorie
Udtrykket "livshistorie" er bedre end "livscyklus" – særligt for rødalgerne (Rhodophyta). Hos Rhodophyceae er der almindeligvis tre trin og udtrykket "generationsskift" kan ikke bruges.

## Livshistorieteori
Når man arbejder med dyrs og menneskers biologi er livshistorieteorien en metode til forståelse af udviklingen af væremåder og strategier, der er nyttige for at opnå succes i formeringen.